# روبيك دانيلوفيتش
روبيك دانيلوفيتش: رؤوفين (روبيك) دانيلوفيتش (بالعبرية: ראובן דנילוביץ') (من مواليد 24 كانون الثاني 1971) هو ثامن رئيس لبلدية بئر السبع منذ انتخابه لأول مرة في تشرين الثاني (نوفمبر) 2008.

## حياته

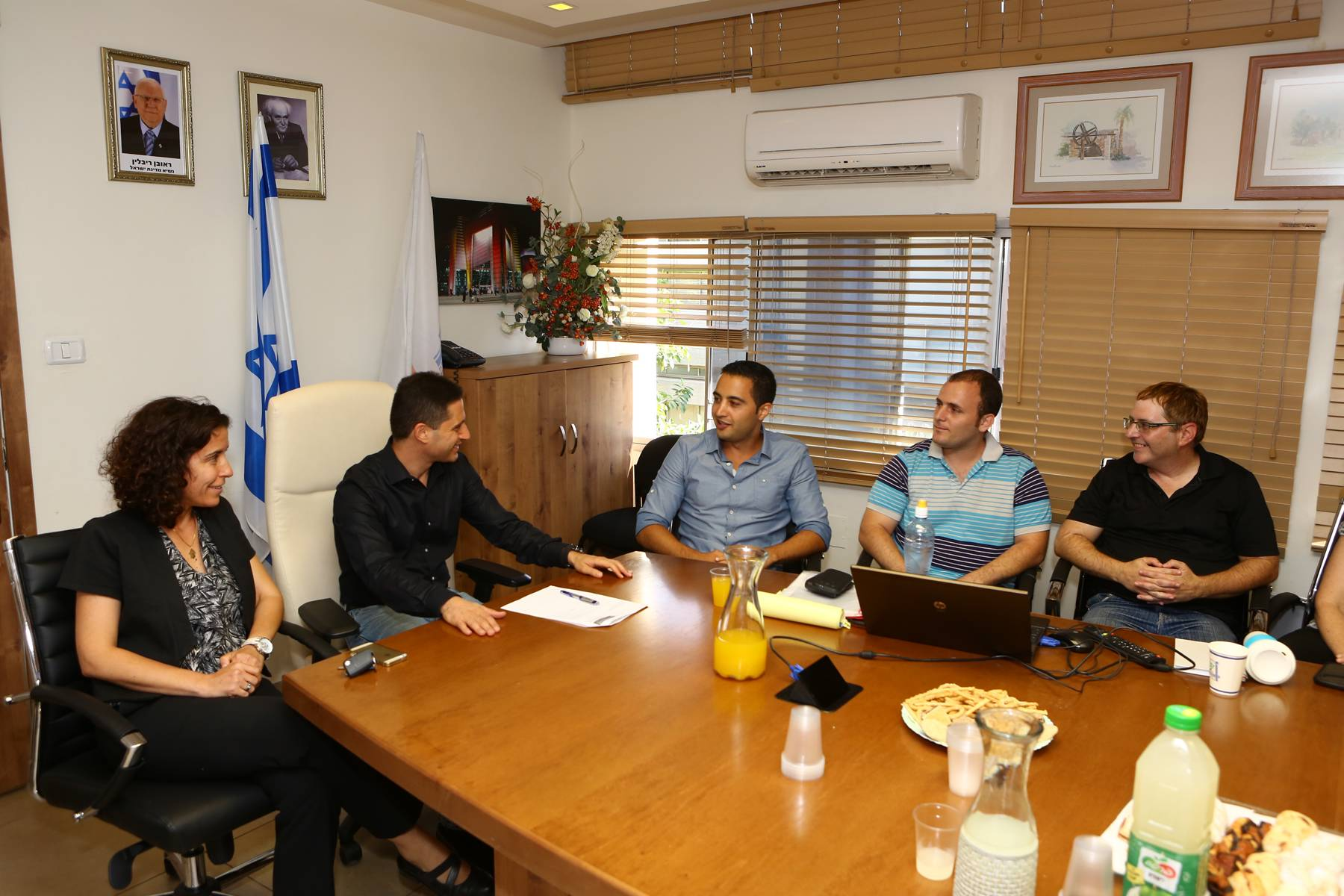
في عام 2014، استضاف رئيس بلدية بئر السبع روبيك دانيلوفيتش، ونائبته د. هفتسي زوهر، متطوعين شاركوا في مشروع كتابة مقالات ويكيبيديا عن مدينة بئر السبع من قبل طلاب مدارس المدينة.

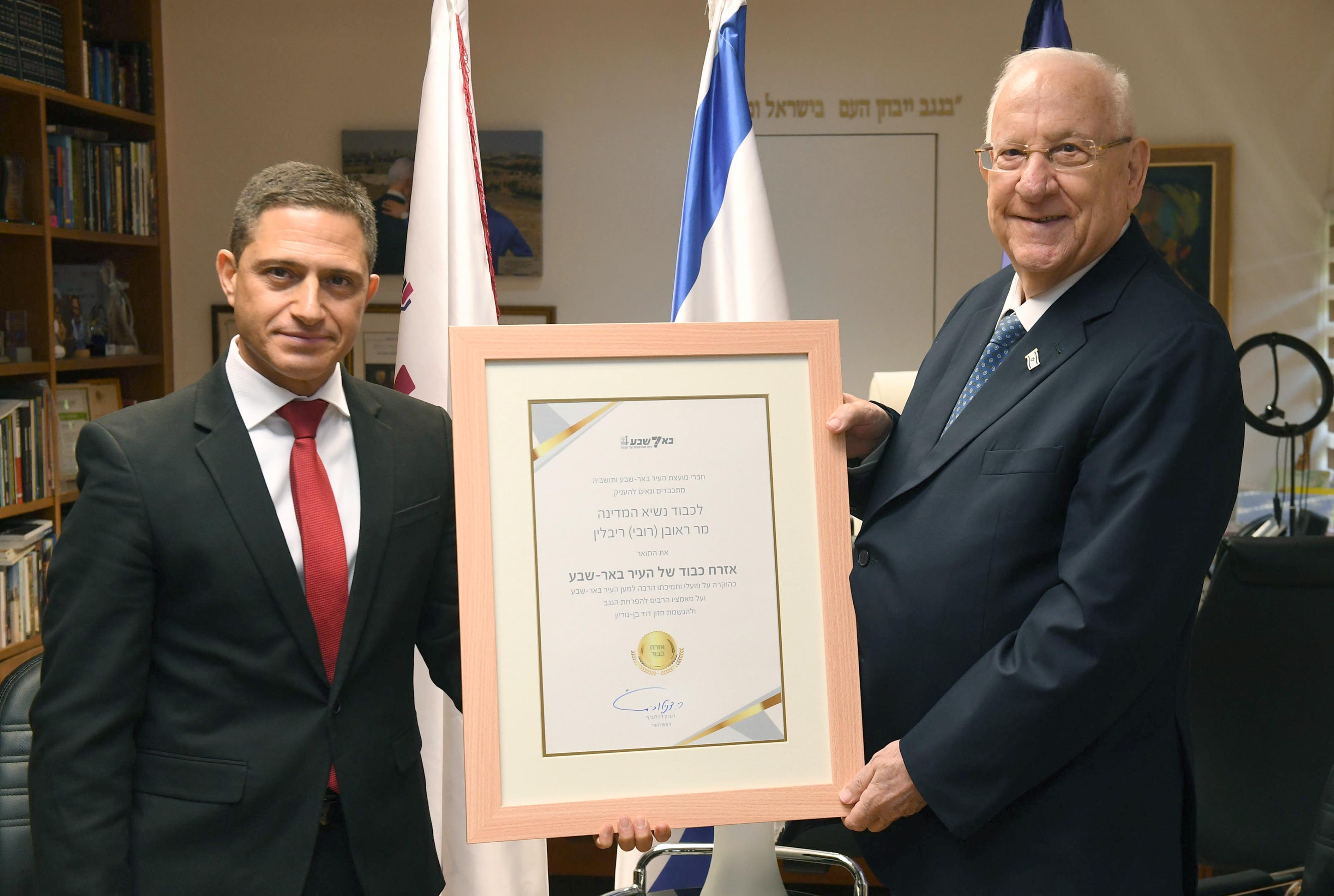
روبيك دانيلوفيتش يمنح رئيس دولة إسرائيل العاشر، روبي ريفلين،المواطنة الفخرية في مدينة بئر السبع، 25 مايو 2021.

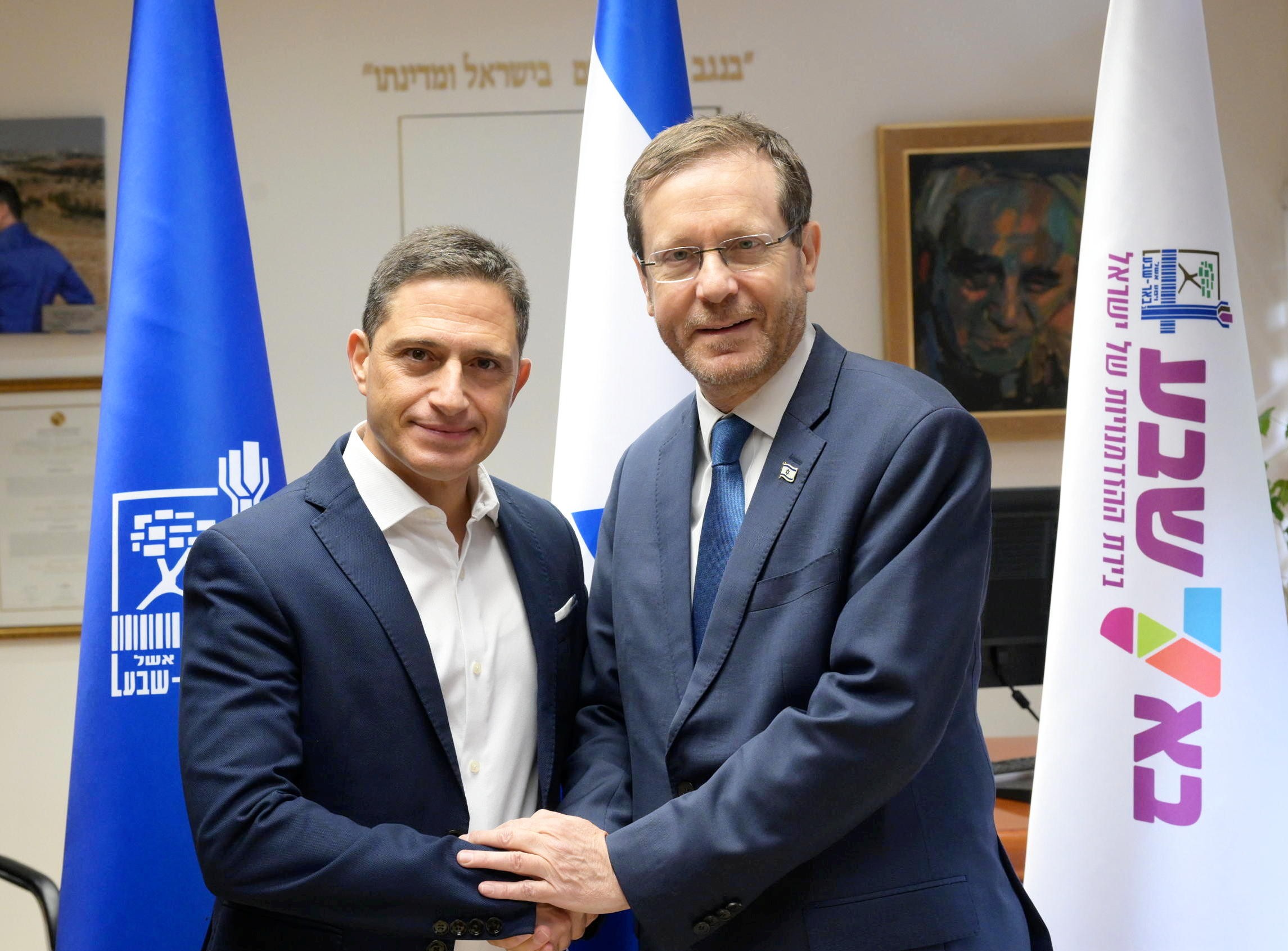
روبيك دانيلوفيتش يستضيف في بئر السبع رئيس دولة إسرائيل الحادي عشر إسحاق هرتسوغ، 28 كانون الأول (ديسمبر) 2022.

ولد دانيلوفيتش وترعرَعَ في الحي الثّالث في بئر السبع، والدته هي راحيل كوهين المولودة في تونس، ووالده هو إلياهو دانيلوفيتش، وهو من أصل بيلاروسي ومصري. تتكوَّن عائلته من أربعة أشقاء. درس في مدرسة "تومر" الابتدائية، وأنهى مرحلة الدراسة الثانوية في "المدرسة الشاملة د". كان في شبابه لاعب كرة قدم، وقاد فريق شباب هبوعيل بئر السبع. بدأ نشاطه السياسي منذ صغره داخل حزب العمل الإسرائيلي وشغل، من بين مناصب عديدة، منصب رئيس الحُرّاس الشباب، ورئيس شباب الحزب في النقب.

خدم في الجيش الإسرائيلي كضابط تأديبي في قاعدة اليمن الميدانية، الوحدة 560. ثم أكمل شهادة الثانوية العامة في كلية كي للتربية. درس لاحقًا في جامعة بن غوريون للحصول على درجة جامعية في دراسات الدولة والسياسة والحكومة في إسرائيل. في الوقت نفسه، أسس الخلية السياسية الاجتماعية "أفق" (بالعبرية: أوفيك אופק) وبدأ نشاطه السياسي داخل الحرم الجامعي، على الرغم من حظره من قبل الجامعة. انتُخِب فيما بعد عُضوًا في مجلس الطلاب في اتحاد طلاب جامعة بن غوريون في النقب.

```
ترأس قُبَيل انتخابات السلطات المحلية في عام 
1998
، مجموعة من الشباب الذين أقنعوا يعكوف تيرنر بالترشح لمنصب رئيس البلدية (على رأس قائمة مستقلة، ولكن بدعم من 
حزب العمل
). بعد انتخاب تيرنر، تم تعيين دانيلوفيتش نائبًا لرئيس البلدية وعُين مسؤولاً عن "قسم الشبيبة" في البلديّة، الذي أُنشئ خصّيصًا من أجله. بصفته نائبًا لرئيس البلدية، كان دانيلوفيتش أقرب المقربين لتيرنر. قاد دانيلوفيتش إنشاء مركز بدء التشغيل، والتوجيه والإرشاد للشباب في 
بئر السبع
.
```

أثناء الاستعدادات للانتخابات البلدية في عام 2003، أنشأ دانيلوفيتش قائمة مستقلة من الشباب سُمِّيَت "إلى الأمام بئر السّبع" (بالعبرية: "كَديما بئير شيبع" קדימה באר שבע)، والتي تكوّنت بالكامل من الشباب، مع مزيج كامل ومتساوٍ من النساء (من بينهم د. حفتسي زوهر). كانت القائمة بمثابة مفاجأة في الانتخابات، إذ أصبحت أكبر حزب في المجلس البلدي ممثّلًا بسبعة أعضاء في مجلس البلدية. بعد الانتخابات، تم تعيين دانيلوفيتش قائمًا بأعمال رئيس البلدية، ورئيس قسم التعليم. وبهذه الصفة عمل على إلغاء المدارس الإعدادية في المدينة، رغم معارضة وزارة التربية والتعليم لهذه الخطوة بمعزل عن تنفيذ تقرير دوفرات. فقد وحد المدارس الصغيرة في المدينة بهدف إتاحة مجموعة متنوعة من التخصصات التعليمية، وعدد ساعات أكثر من الدراسة. وخلال فترة عمله عندما أشغل منصب قسم التعليم، أسس مدرسة للموهوبين والمتفوقين في المدينة اسمها "مَعُوف" (מעוף).

عشيَّة الانتخابات البلدية في عام 2008، أظهرت استطلاعات الرأي العام أنّ شعبيّة دانيلوفيتش آخذة بالتزايد باستمرار، حتى ضد تيرنر. كان دانيلوفيتش يأمل في أن يتقاعد تيرنر ويمنحه دعمه للترشح لمنصب رئيس البلدية، ولكن بعد فترة طويلة من المداولات، قرر تيرنر الترشح لفترة أخرى لمنصب رئيس البلدية. على الرغم من ذلك، قرر دانيلوفيتش التنافس ضدّه على هذا المنصب، ورشّح نفسه في الانتخابات. بعد حملة انتخابية مشحونة، شعر فيها الشريكان السابقان بالأذى من بعضهما البعض، فاز دانيلوفيتش بالانتخابات، بعد أن حصل على 60 ٪ من أصوات الناخبين.

## رئاسة بلدية بئر السبع
بعد ثلاثة أسابيع فقط من توليه منصب رئاسة بلدية بئر السبع، كان على دانيلوفيتش أن يُواجه، لأول مرة في تاريخ المدينة، أزمة إطلاق الصواريخ من غزّة على بئر السبع خلال عملية الرصاص المصبوب، فأمر بإغلاق المدارس التي لم تكن محمية أمام الصواريخ، وإثر هذا القرار تم تفادي كارثة كبيرة عندما أصاب صاروخ في اليوم التالي فصلًا دراسيًا في "المدرسة الثانوية الشاملة أ" (مِكِيف عيروني أ) بالمدينة.

بدأ دانيلوفيتش بأعمال بناء متسارعة على نطاق واسع في المدينة، وباشر تعبيد الطرق وإعداد أرصفة جديدة للمُشاة، وغير ذلك. بدأ بافتتاح مشاريع عزّزت مكانة المدينة باعتبارها حاضرة النّقب، بما في ذلك إنشاء إستاد تيرنر وقاعة الصَّدَفَة. بدأ دانيلوفيتش بإنشاء مشاريع ثقافية وتعليمية وسياحية، بما في ذلك مسار بئر السبع الدائري، الذي حصلت المدينة بسببه على جائزة البيئة من جمعية الرحلات الأوروبية لعام 2012. غرس البساتين، ونفّذ مشروع واحة حضرية-بَنى عشرات من عناصر المياه والنوافير والشلالات في الساحات العامة، وبفضلها حصلت المدينة على "جائزة التصميم". كما أقيم أكبر مدرج في إسرائيل، وبحيرة اصطناعية مساحتها 90 دونمًا، في ناحال بئر السبع، وحديقة كاراسو للعلوم، منتزه التزحلق (سكيت بارك) بئر السبع، ومسرح فرينج بئر السبع، وترميم محطة الباصات المركزية في بئر السبع. وخلال فترة رئاسته تم إنشاء وافتتاح مركز غاف يام النقب للصناعات عالية التقنية بالقرب من جامعة بن غوريون، كما عمل على تقوية الجامعة بهدف جذب السكان المتعلمين والأثرياء إلى المدينة من جميع أنحاء البلاد. وبُدئ إنشاء قواعد ووحدات للاستخبارات العسكرية، وتكنولوجيا المعلومات والاتصالات بالقرب من مجمَّع الصناعات العالية التقنية. ويجري بناء كلّية للاستخبارات العسكرية في حي راموت.

في 1 نيسان (أبريل) 2012 منح وزير التربية والتعليم في حينه جدعون ساعر جائزة التعليم لدانيلوفيتش باسم مدينة بئر السبع. في عيد الاستقلال 64 لدولة إسرائيل، وقع الاختيار على دانيلوفيتش لإشعال واحدة من الشعلات الاثني عشر على جبل هرتسل.

فاز دانيلوفيتش في انتخابات السلطات المحلية، التي أجريت في 22 أكتوبر 2013، بأغلبية أكثر من 92 ٪ من الأصوات، وانتخب لولاية ثانية. وفاز حزبه بأغلبية 14 مقعدًا، من أصل 27 مقعدًا في مجلس البلدية، بزيادة قدرها 8 مقاعد. في عام 2015، وقع دانيلوفيتش على اتفاقية شاملة مع الحكومة الإسرائيلية تعهد بموجبها الطرفان بتسويق 20 ألف وحدة سكنية خلال عشر سنوات، بالإضافة إلى تقديم مساعدات مالية بقيمة مليارات الشواقل من أجل جذب سكان جدد إلى المدينة من خلال تجديد البنية التحتية، وإنشاء الحدائق والمؤسسات التعليمية والعامة. وفي إطار هذه الاتفاقية، يجري إنشاء أحياء سكنية جديدة في المدينة هي: كلَنِيوت، وسيجليوت، وحي المنتزه، وغيرها.

في انتخابات السلطات المحلية، التي أجريت في 30 أكتوبر 2018، فاز دانيلوفيتش مرة أخرى بأغلبية أكثر من 92 ٪ من أصوات الناخبين، وانتُخب لولاية ثالثة على التوالي. وضاعف حزبه مِن قُوَّتِهِ في مجلس البلديَّة، إذ فاز بأغلبية 16 مقعدًا من أصل 27 مقعدًا في المجلس المدينة، وهكذا ارتفع من 14 مقعدًا في السّابق.

بادر دانيلوفيتش إلى إنشاء أول منطقة تجديدات واختراعات في إسرائيل، في شراكة تضمّ الأحياء السكنية القديمة (الأحياء 3 و 4) وجامعة بن غوريون، والمركز الطبي الجامعي سوروكا، ومنتزه جاف يام النقب، وحيّ الحوسبة التابع لالجيش الإسرائيلي.

في عام 2021، صدرت سيرته الذاتية في كتاب عنوانه: "الحالمون وحدهم" نشرته دار كنيريت زمورا دفير.

## الحياة الشخصية
دانيلوفيتش أعزب ويقطن في بئر السبع.

## ألقاب وجوائز
- في عيد الاستقلال الرابع والستين لدولة إسرائيل، اختير كي يُشعِلَ واحدة من الشعل الاثني عشر على جبل هرتسل.[3]
- في يونيو 2015، حصل دانيلوفيتش على جائزة "الكرة الخضراء" (جرين جلوب)، عن "تبني وتنفيذ رؤية متطوِّرة للاستدامة الحضرية، وقيادة سيرورة بيئية متواصلة، شملت دمج المجال في الهيكل التنظيمي للبلدية، وتعزيز القوى العاملة المهنية في النظام البلدي، وقيادة عمليات شاملة طويلة الأمد، وتخصيص ميزانيات واسعة، وإنشاء ثوابت بيئية في المدينة".[4]
- حصل في أكتوبر 2017 على وسام جودة الحكم المحلي.
- في عام 2018 حصل على درجة الدكتوراه الفخرية من جامعة بن غوريون في النقب.

## مؤلفاته
- روبيك دانيلوفيتش، فقط الحالمون يُنجزون، كنيرت زمورة دفير، 2021 (بالعبرية: רוביק דנילוביץ', רק החולמים מגשימים, כנרת זמורה דביר, 2021).

## روابط خارجية
- Blueprint for Beersheba
- Ruvik Danilovich - Facebook
- مقابلة معمقة مع روبيك دانيلوفيتش، 2015
- دانيلوفيتش على N12، أغسطس 2021، في مقابلة صريحة